# Municipio de Looking Glass
El municipio de Looking Glass (en inglés, Looking Glass Township) es una subdivisión administrativa del condado de Clinton, Illinois, Estados Unidos. Según el censo de 2020, tiene una población de 6447 habitantes.

## Geografía
Según la Oficina del Censo de los Estados Unidos, tiene una superficie total de 131.2 km², de la cual 130.5 km² corresponden a tierra firme y 0.7 km² es agua.

## Demografía
Según el censo de 2020, hay 6447 personas residiendo en la zona. La densidad de población es de 49 hab./km². El 87.67% de los habitantes son blancos, el 1.49% son afroamericanos, el 0.39% son amerindios, el 0.54% son asiáticos, el 0.03% son isleños del Pacífico, el 3.49% son de otras razas y el 6.39% son de una mezcla de razas. Del total de la población, el 6.28% son hispanos o latinos de cualquier raza.